# Augustin Rațiu
Augustin Rațiu (n. 7 iulie 1884, Petridu de Sus, Comitatul Turda – d. 2 decembrie 1970, Turda) a fost un avocat și om român de cultură, primar al orașului Turda, deținut politic, tatăl politicianului Ion Rațiu. 

## Familia și studiile
Augustin Rațiu s-a născut în Petridu de Sus, comitatul Turda-Arieș, în prezent Petreștii de Sus, județul Cluj. Tatăl său a fost preotul unit Nicolae Portos Rațiu, paroh al Petridului, nepot de văr al memorandistului  Ioan Rațiu. Mama sa a fost Ludovica Gaia, originară din comuna Sând (astăzi Săndulești).
Familia Rațiu de Nagylak (Noșlac) din Turda este atestată de la începutul sec. al XIV-lea și reînnobilată în anul 1625 de principele Gabriel Bethlen.
Augustin Rațiu a urmat clasele primare și gimnaziale în mai multe centre de învățământ: Cluj, Bistrița, Năsăud și Blaj. A urmat apoi cursurile Facultății de Drept din Cluj și Budapesta, ca bursier al Fundației Alexandru Șterca Șuluțiu, fiind orfan.
În anul 1909 a obținut titlul de doctor în drept și a depus cenzura de avocat la Tabula Regia din Târgu Mureș. În același an și-a deschis birou avocațial la Turda, ajungând decan al baroului de avocați. În anul 1913 s-a căsătorit la Sibiu cu Eugenia Turcu, nepoata lui Ion Codru-Drăgușanu.

## Activitatea
Augustin Rațiu a desfășurat la Turda, pe lângă activitatea profesională de avocat, o intensă muncă de susținere și de afirmare a vieții românești locale. În anul 1906 reorganizează (în calitate de președinte) “Reuniunea Meseriașilor Români” din Turda, înființată în 1889 de Dr. Ioan Rațiu. A fost membru activ al Despărțământului ASTRA din Turda și al “Societății de Lectură a Femeilor din Turda”.
În 1918 a fost numit comisar al orașului Turda și a plaselor Trascău, Agârbiciu și Turda, cu sarcina de a organiza consilii și gărzi naționale.
Din însărcinarea lui Amos Frâncu s-a deplasat împreună cu dr. Iulian Pop la Târgu Mureș, pentru a discuta cu generalul Gherăescu modalitatea de intrare a trupelor românești în Turda și Cluj.
După Marea Unire din 1918 și-a continuat activitatea de susținere a vieții românești locale. În acest sens se înscriu și preocupările sale de reorganizare a Reuniunii Meseriașilor și Comercianților români din Turda.
Pe linie administrativă a ocupat funcția de prim-consult județean al Prefecturii Turda (1923), precum și funcția de primar al orașului.
În calitate de decan al Baroului avocaților a fost inițiatorul ridicării statuii dr. Ioan Rațiu, realizată în anul 1930 în Piața Regina Maria (azi Piața 1 Decembrie 1918). A făcut jurnalistică la ziarele “Patria”, “Curentul”, „Tribuna noastră” și “Arieșul”. Cunoscând limbile maghiară și latină, s-a documentat din arhive și a scris multe articole importante de istorie. A fost decorat cu ordinul “Crucea Română” în gradul de cavaler (1923).

## Detenția
La 12 iunie 1950 avocatul Augustin Rațiu a fost arestat și trimis pentru 12 luni într-o colonie de muncă de lângă București, fără a 
fi judecat, în baza unui decret emis pe 14 ianuarie 1950.

## Memoria
În anii curtea “Fundației Rațiu” din Turda, Piața 1 Decembrie nr.1, i-a fost ridicată o statuie, lângă statuia fiului său, Ion Rațiu.
Ca un alt semn de prețuire a întregii sale activități pentru binele orașului, la intrarea în Colegiul Tehnic „Dr. Ioan Rațiu” din Turda (pe strada Aurel Vlaicu nr.3) a fost dezvelită o placă memorială cu efigia acestuia.
Este înmormântat în parcela din cimitirul Bisericii Rățeștilor din Turda Veche, rezervată membrilor familiei Rațiu.

## Galerie de imagini

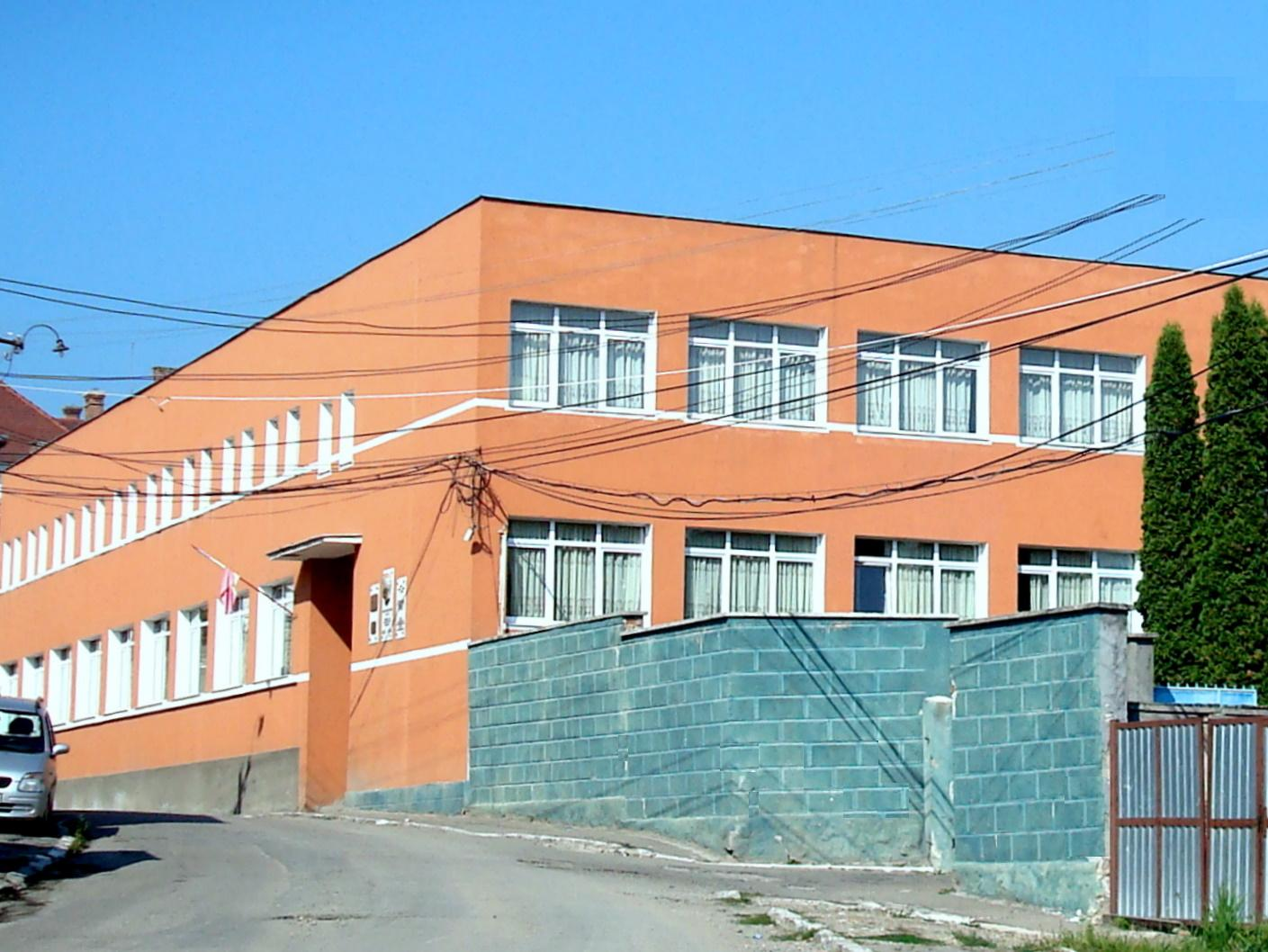
Colegiul Tehnic “Dr.Ioan Rațiu” din Turda (str. A.Vlaicu nr.3)
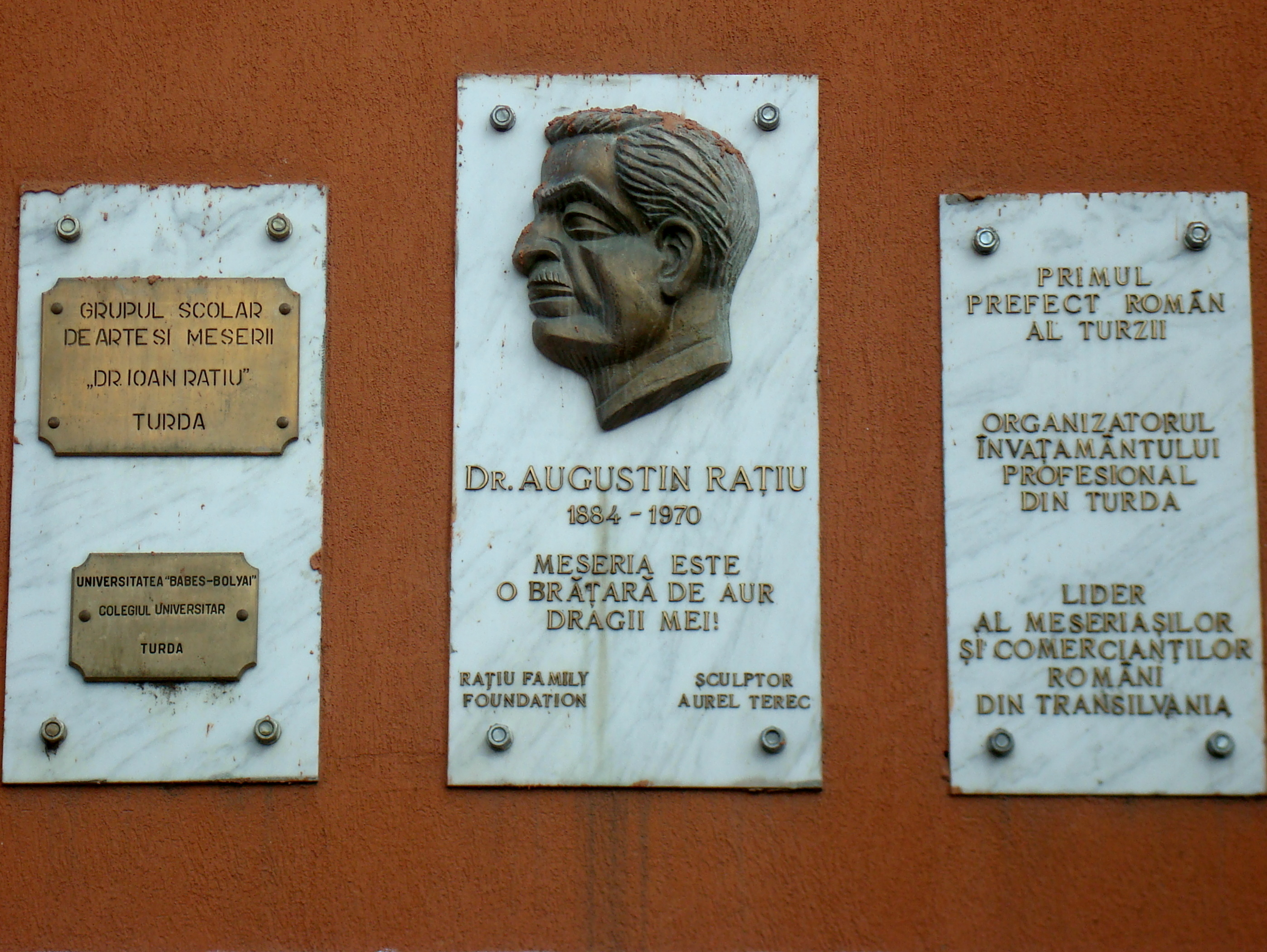
Plăci la intrarea în Colegiul Tehnic "Dr. Ioan Rațiu” din Turda
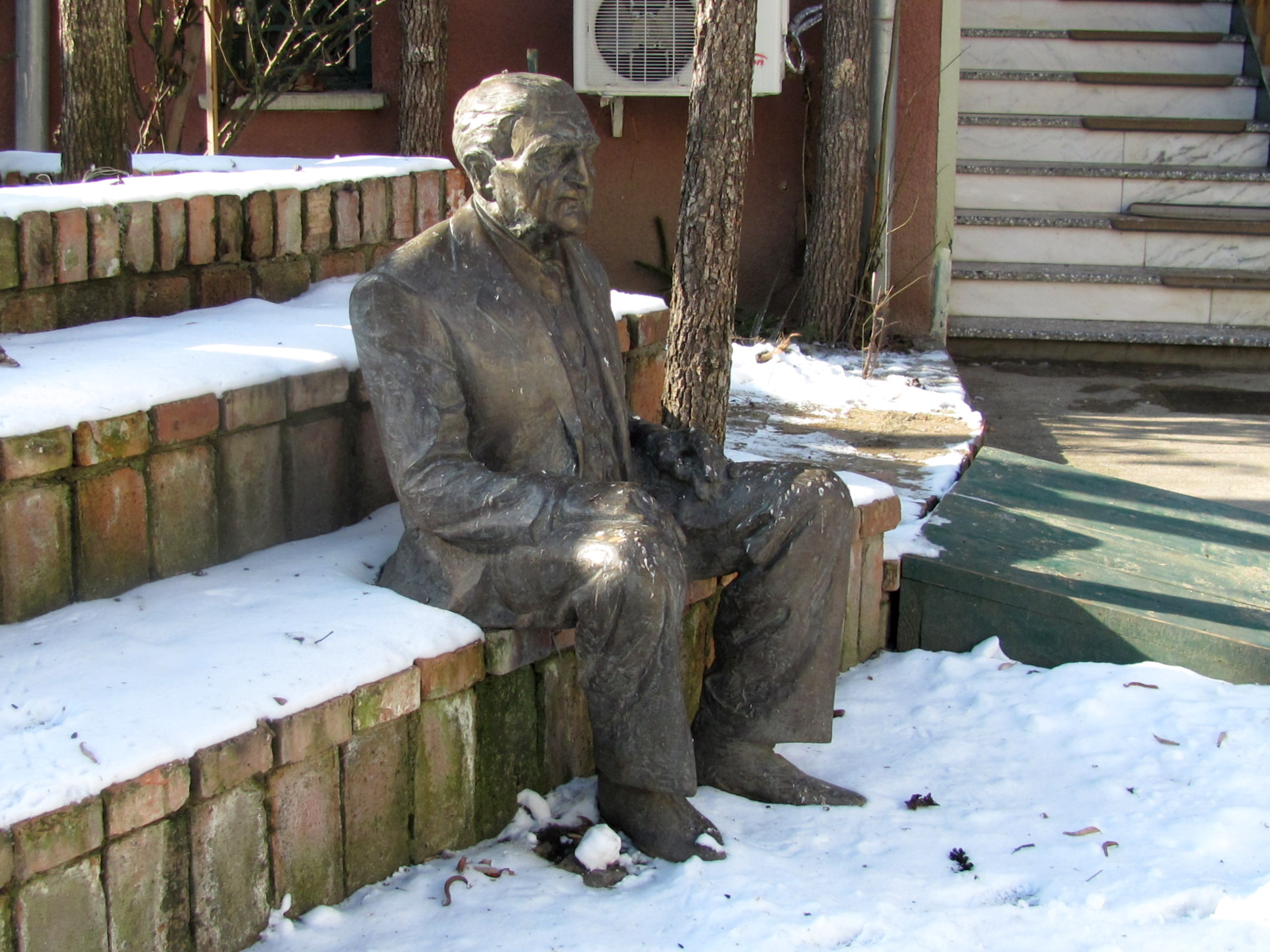
Statuia lui Augustin Rațiu in incinta CRD (Piața 1 Decembrie 1918 din Turda)
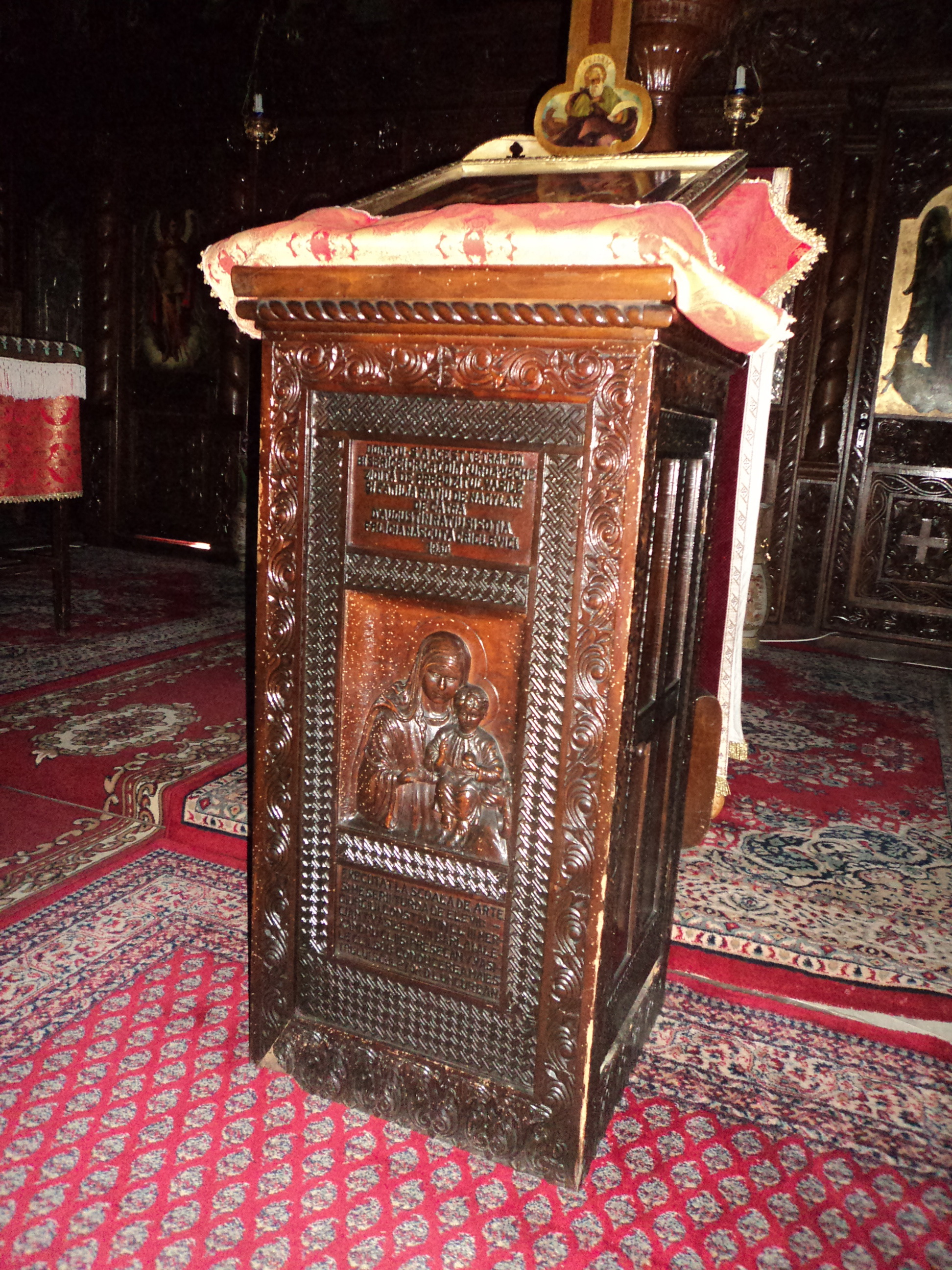
Tetrapod donat de catre Dr. Augustin Rațiu si sotia sa Felicia in anul 1930 Bisericii Ratestilor din Turda Veche
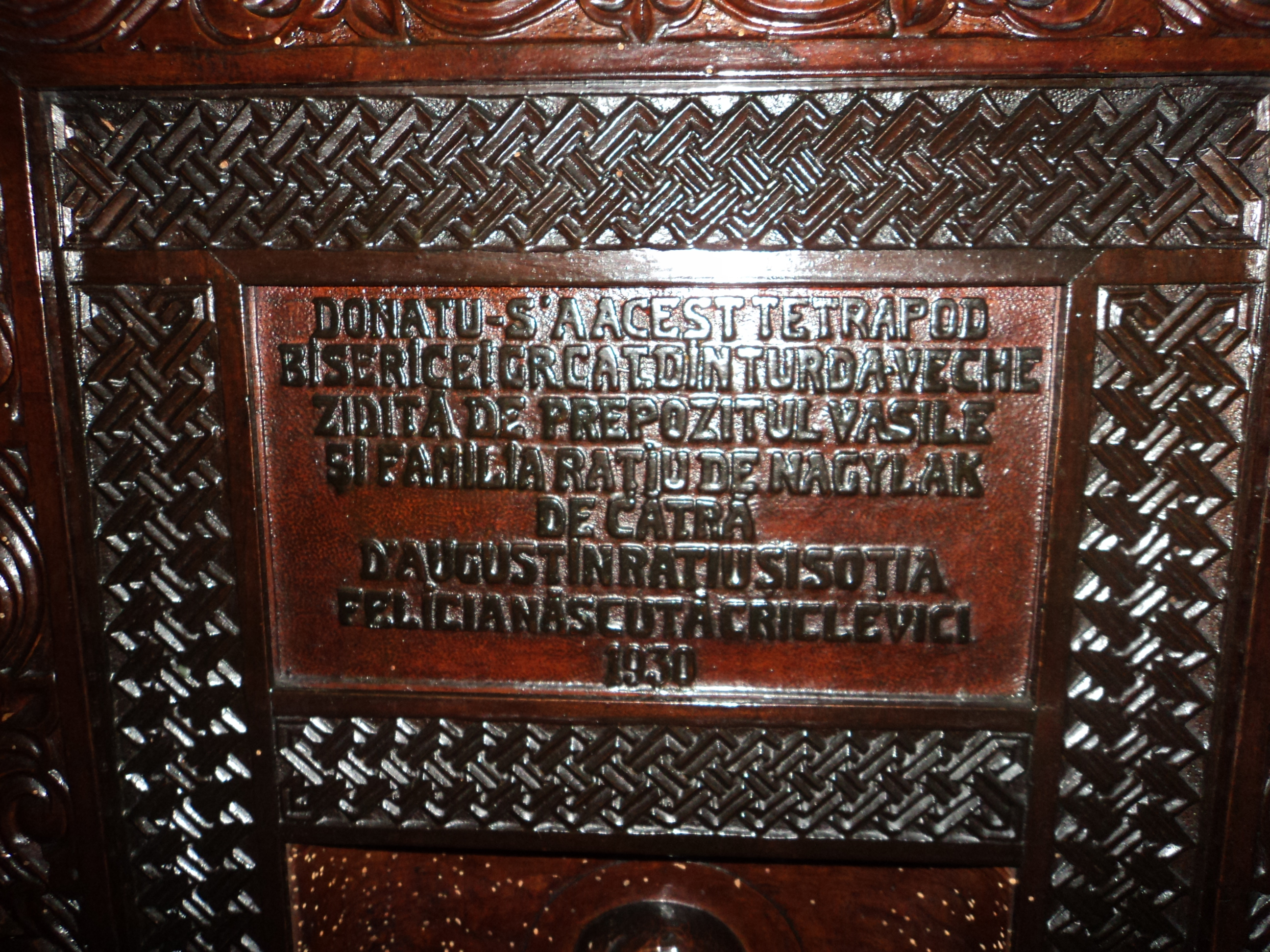
Tetrapod, detaliu text donatie, Biserica Ratestilor din Turda Veche
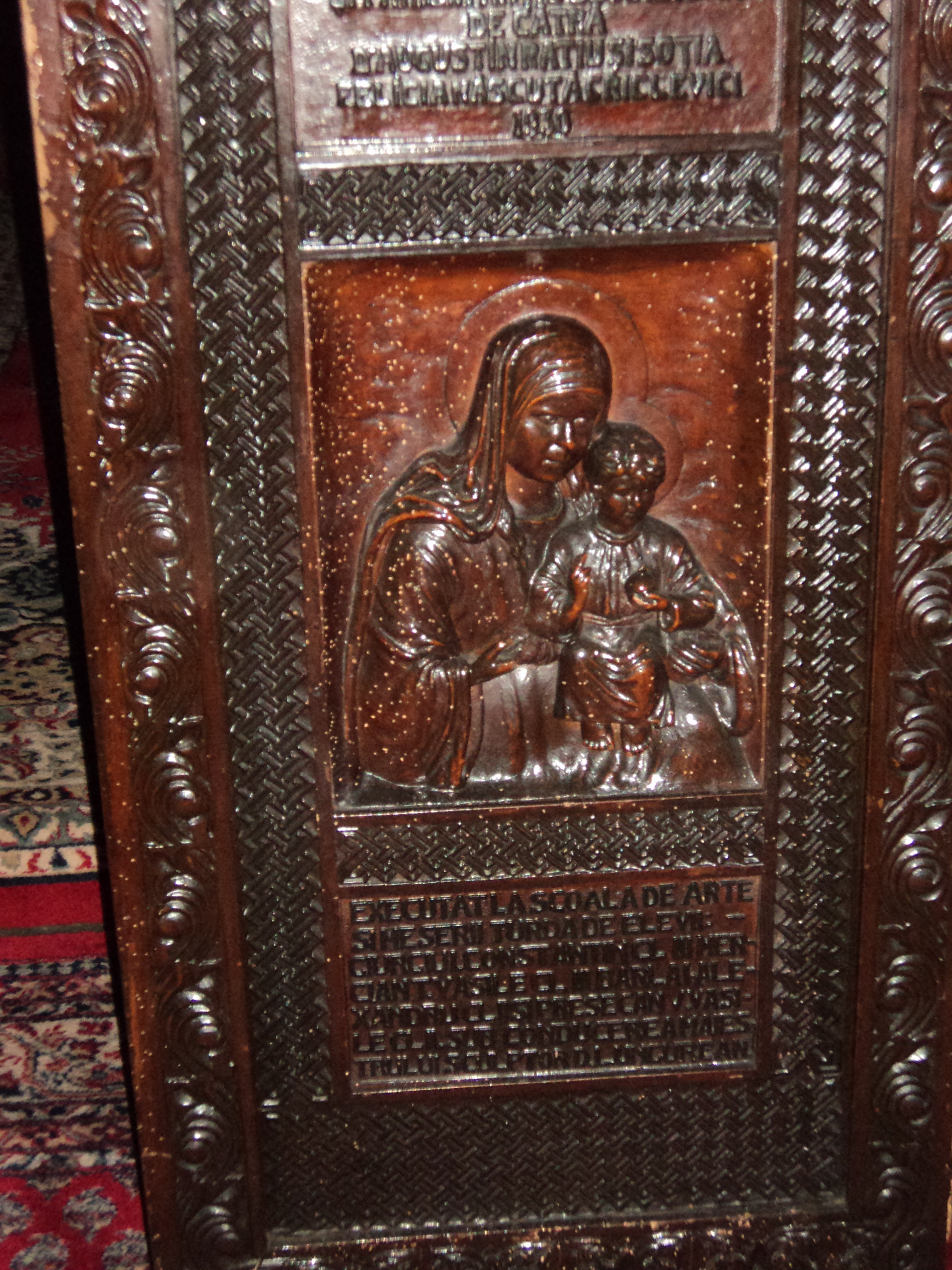
Tetrapod, detaliu, Icoana Maicii Domnului cu Pruncul, Biserica Ratestilor din Turda Veche
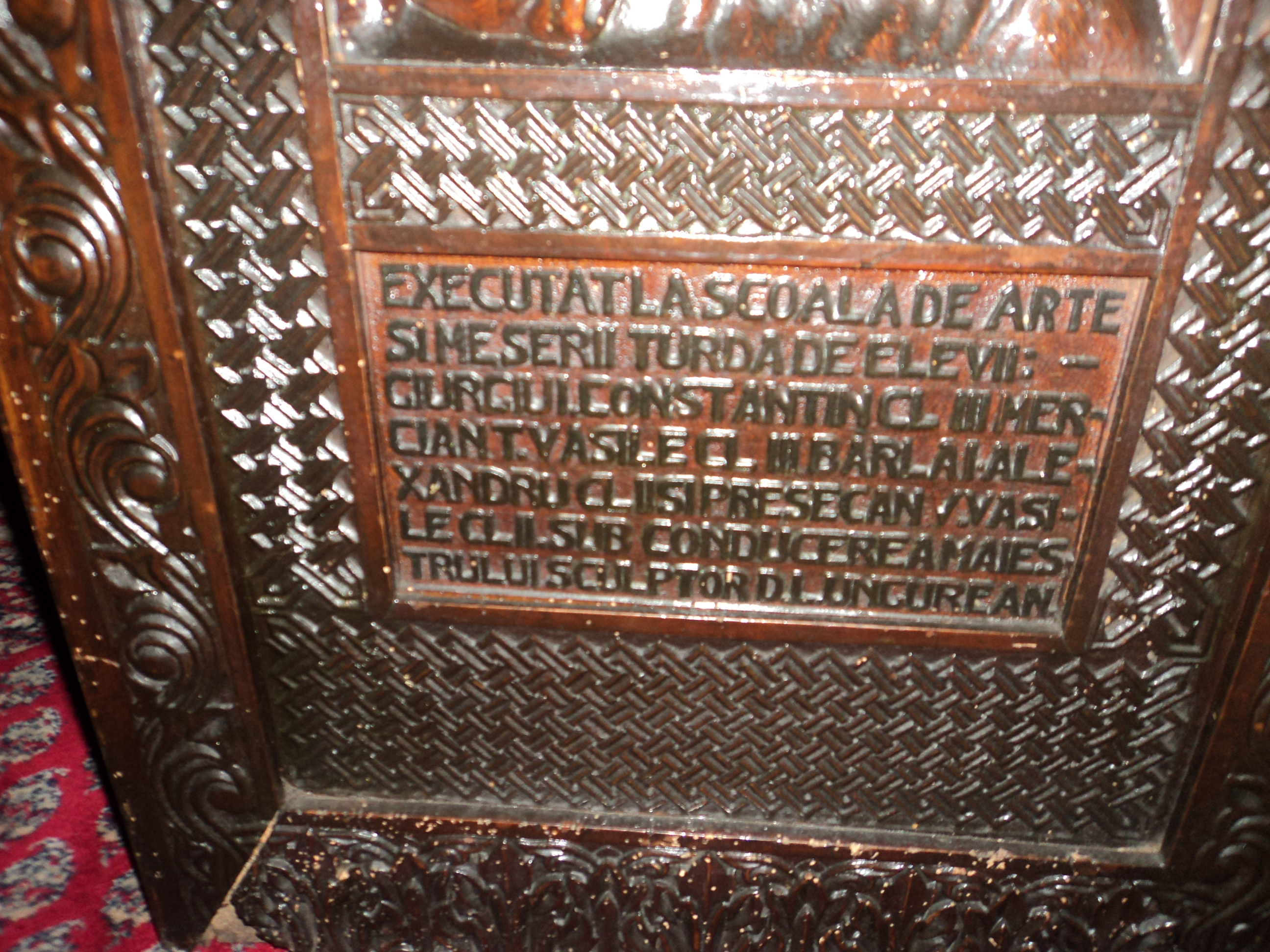
Tetrapod, detaliu, numele executantilor, Biserica Ratestilor din Turda Veche
- Marele Arbore Genealogic al Familiei Ratiu de Noslac (Nagylak), fond pergament, actualizat la data de 20.09.2023